# Gregory van der Wiel
Gregory Kurtley van der Wiel (phát âm tiếng Hà Lan: [ˈɣrɛɣɔri vɐn dər ˈʋil]; sinh ngày 3 tháng 2 năm 1988 tại Amsterdam) là một cựu cầu thủ bóng đá người Hà Lan.
Là một sản phẩm của Học viện bóng đá trẻ Ajax, anh thi đấu ở vị trí hậu vệ phải. Năm 2010, anh đã được nhận Giải thưởng Johan Cruijff, giải dành cho cầu thủ trẻ xuất sắc nhất trong năm của bóng đá Hà Lan.
Anh có trận đấu đầu tiên cho đội tuyển Hà Lan vào tháng 2 năm 2009 và đã cùng các đồng đội mình có màn trình diễn ấn tượng tại World Cup 2010 với vị trí hạng nhì chung cuộc. Đồng đội của anh tại đội tuyển Hà Lan, John Heitinga đã gọi anh là người kế thừa xứng đáng vị trí Michael Reiziger để lại trong đội tuyển.

## Sự nghiệp câu lạc bộ

### Ajax
Van der Wiel có trận đấu đầu tiên cho Ajax vào ngày 11 tháng 3 năm 2007 trong chiến thắng 4-1 trước FC Twente. Anh còn được thi đấu 3 trận nữa trong mùa giải này. Cuối mùa giải 2007–08, anh góp mặt trong chiến thắng 1-0 của Ajax trước PSV Eindhoven giúp đội bóng này giành được danh hiệu Johan Cruijff-schaal (Siêu cúp Hà Lan), và đây cũng là danh hiệu đầu tiên trong sự nghiệp của anh.
Mùa giải 2008-09 chứng kiến Van der Wiel thường xuyên có mặt trong đội hình chính thức dưới thời tân huấn luyện viên Marco van Basten. Từ vị trí trung vệ ban đầu, anh được van Basten chuyển sang cho đá vị trí hậu vệ phải và nó trở thành vị trí của anh cho đến ngày nay. Ngày 17 tháng 12 năm 2008, trong trận đấu tại cúp UEFA với Slavia Prague, anh đã có tình huống không may đánh đầu phản lưới nhà và trận đấu kết thúc với tỉ số 2-2. Van der Wiel có bàn thắng đầu tiên tại Giải Ngoại hạng Hà Lan (Eredivisie) cho Ajax vào ngày 1 tháng 3 năm 2009 trong chiến thắng 2-0 trên sân khách trước FC Utrecht tại sân Stadion Galgenwaard. Bàn thắng thứ hai đến 22 ngày sau trong chiến thắng 3-0 trước NAC Breda. Cuối mùa giải 2008–09, Van der Wiel được trao danh hiệu "Tài năng trẻ của Ajax trong năm" với 40 trận thi đấu cho đội bóng này. Thành tích này cũng giúp anh được gọi vào đội tuyển Hà Lan.
Van der Wiel bắt đầu mùa giải 2009–10 dưới thời tân huấn luyện viên Martin Jol với phong độ tốt. Anh có bàn thắng thứ ba cho Ajax vào ngày 8 tháng 8 năm 2009 trong chiến thắng 4-1 trước RKC Waalwijk. Trong trận này, đội trưởng Ajax Luis Suárez đã lập một hat-trick còn van der Wiel có bàn thắng đầu tiên trên sân Amsterdam ArenA. Bàn thắng thứ hai của Van der Wiel trong mùa giải đến vào ngày 25 tháng 10 năm 2009 trong chiến thắng 4-2 trước đương kim vô địch AZ Alkmaar. Ngày 1 tháng 11 năm 2009, Van der Wiel ghi bàn trong trận "klassieker" với đại kình địch Feyenoord, giúp Ajax giành chiến thắng chung cuộc 5-1. Ngày 6 tháng 5 năm 2010, anh đã chơi trong trận chung kết Cúp quốc gia Hà Lan 2009-10, nơi Ajax đã đánh bại Feyenoord 4-1. Cuối mùa giải, Van der Wiel đã được nhận Giải thưởng Johan Cruijff, giải thưởng dành cho cầu thủ trẻ xuất sắc nhất trong năm của bóng đá Hà Lan.

### Paris Saint-Germain
Van der Wiel chuyển đến Paris Saint-Germain vào ngày 1 tháng 9 năm 2012 với phí chuyển nhượng 6 triệu €. Anh được trao số áo 23 tại đội bóng Pháp và có trận đấu đầu tiên cho PSG vào ngày 22 tháng 9 năm 2012 trong trận đấu sân khách thắng SC Bastia 4–0. Trong mùa bóng đầu tiên của mình tại Pháp, Van der Wiel phải thường xuyên ngồi ghế dự bị do vị trí hậu vệ cánh phải chính thức tại PSG thuộc về đội trưởng Christophe Jallet.

## Sự nghiệp đội tuyển quốc gia

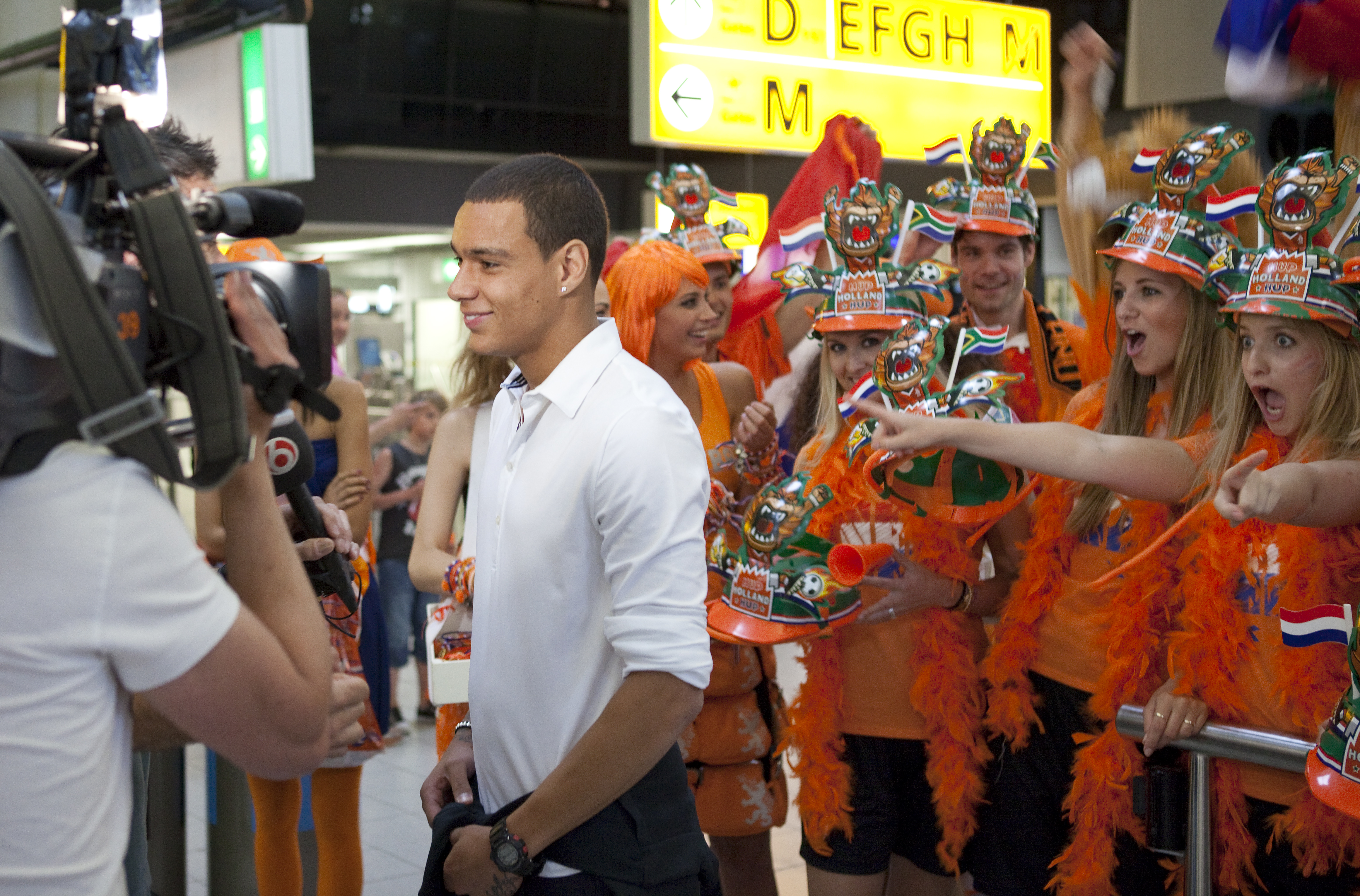
Van der Wiel và các cổ động viên Hà Lan.

Van der Wiel đã từng thi đấu cho đội tuyển U-21 Hà Lan, trong đó có giải Toulon 2007. Anh có trận đấu đầu tiên cho đội tuyển Hà Lan vào ngày 11 tháng 2 năm 2009, khi vào sân thay cho John Heitinga trong trận giao hữu với Tunisia. Ngày 28 tháng 3 năm 2009, anh góp mặt trong chiến thắng 3-0 trước Scotland tại vòng loại World Cup 2010. Anh đã có 90 phút thi đấu trọn vẹn trọng trận thắng Macedonia 4-0 bốn ngày sau đó. Kể từ đó, vị trí hậu vệ phải ở đội tuyển Hà Lan đã chính thức thuộc về Van der Wiel.

### Sự cố Witter
Tháng 10 năm 2009, Van der Wiel đã trở thành tâm điểm của sự chỉ trích sau khi anh không thể cùng đội tuyển Hà Lan đến Úc để tham gia một trận đấu giao hữu do chấn thương trong lúc thi đấu cho Ajax. Trong lúc ở nhà, anh đã đến một buỗi trình diễn nhạc của Lil' Wayne và đưa ảnh chụp của mình với ca sĩ nhạc rap này lên trang Twitter của bản thân. Nhiều nhân vật nổi tiếng của bóng đá Hà Lan đã chỉ trích anh về hành động này, trong đó có huấn luyện viên đội tuyển Hà Lan Bert van Marwijk: "Thật là một điều lạ lung khi cậu ấy nói với tôi rằng mình không thể tham gia trận đấu theo yêu cầu của các nhân viên y tế tại Ajax, lại có thể đi xem ca nhạc." Huấn luyện viên Ajax Martin Jol đã bảo vệ người học trò của mình khi ông cho rằng sự kiện này đã bị thổi phồng bởi giới truyền thông và đó không thể được xem là một sự thiếu tôn trọng của cầu thủ này đối với đội tuyển. Van Marwijk sau đó đã tha thứ cho Van der Wiel, khẳng định "điều này sẽ không ảnh hưởng đến vị trí của anh ở đội tuyển".

### World Cup 2010
Van der Wiel sau đó đã được huấn luyện viên Bert van Marwijk triệu tập vào đội tuyển Hà Lan tham dự World Cup 2010 tại Nam Phi. Tại vòng bảng, anh góp mặt trong đội hình ra sân ở hai trận đầu tiên gặp Đan Mạch và Nhật Bản.
Hai thẻ vàng liên tiếp trong các trận đấu ở vòng 2 và tứ kết với Slovakia và Brasil đã khiến Van der Wiel phải lãnh án treo giò trong trận bán kết với Uruguay. Anh trở lại trong trận chung kết, nơi Hà Lan để thua Tây Ban Nha 1-0 và đành giành Huy chương Bạc.

## Thống kê sự nghiệp

### Câu lạc bộ
Tính đến 9 tháng 4 năm 2016.
| Câu lạc bộ          | Mùa giải            | Giải đấu      | Giải đấu     | Cúp quốc gia  | Cúp quốc gia | Châu Âu       | Châu Âu      | Tổng cộng     | Tổng cộng    |
| Câu lạc bộ          | Mùa giải            | Số lần ra sân | Số bàn thắng | Số lần ra sân | Số bàn thắng | Số lần ra sân | Số bàn thắng | Số lần ra sân | Số bàn thắng |
| ------------------- | ------------------- | ------------- | ------------ | ------------- | ------------ | ------------- | ------------ | ------------- | ------------ |
| Ajax                | 2006–07             | 4             | 0            | 0             | 0            | 0             | 0            | 4             | 0            |
| Ajax                | 2007–08             | 6             | 0            | 2             | 0            | 2             | 0            | 10            | 0            |
| Ajax                | 2008–09             | 32            | 2            | 2             | 0            | 9             | 0            | 43            | 2            |
| Ajax                | 2009–10             | 34            | 6            | 6             | 0            | 10            | 0            | 50            | 6            |
| Ajax                | 2010–11             | 32            | 1            | 5             | 0            | 14            | 0            | 51            | 1            |
| Ajax                | 2011–12             | 19            | 2            | 1             | 0            | 6             | 1            | 26            | 3            |
| Ajax                | 2012–13             | 3             | 1            | 0             | 0            | 0             | 0            | 3             | 1            |
| Ajax                | Tổng cộng           | 130           | 12           | 16            | 0            | 41            | 1            | 187           | 13           |
| Paris Saint-Germain | 2012–13             | 22            | 1            | 2             | 0            | 5             | 0            | 29            | 1            |
| Paris Saint-Germain | 2013–14             | 25            | 0            | 4             | 0            | 6             | 0            | 35            | 0            |
| Paris Saint-Germain | 2014–15             | 25            | 1            | 6             | 0            | 10            | 1            | 41            | 2            |
| Paris Saint-Germain | 2015–16             | 17            | 2            | 3             | 0            | 5             | 0            | 25            | 2            |
| Paris Saint-Germain | Tổng cộng           | 89            | 4            | 15            | 0            | 26            | 1            | 132           | 5            |
| Tổng cộng sự nghiệp | Tổng cộng sự nghiệp | 215           | 15           | 31            | 0            | 67            | 2            | 314           | 17           |

### Đội tuyển quốc gia
Tính đến 6 tháng 9 năm 2015
| Đội tuyển quốc gia Hà Lan | Đội tuyển quốc gia Hà Lan | Đội tuyển quốc gia Hà Lan |
| Năm                       | Số lần ra sân             | Số bàn thắng              |
| ------------------------- | ------------------------- | ------------------------- |
| 2009                      | 8                         | 0                         |
| 2010                      | 12                        | 0                         |
| 2011                      | 9                         | 0                         |
| 2012                      | 6                         | 0                         |
| 2013                      | 1                         | 0                         |
| 2014                      | 5                         | 0                         |
| 2015                      | 5                         | 0                         |
| Tổng cộng                 | 46                        | 0                         |

## Danh hiệu
Ajax
- Johan Cruijff Shield (1): 2007[4]
- Cúp quốc gia Hà Lan (1): 2009-10[12]

Paris Saint-Germain
- Ligue 1 (2): 2012–13, 2013–14
- Trophée des Champions (2): 2013, 2014
- Coupe de la Ligue (1): 2013–14

### Cá nhân
- Giải thưởng Johan Cruijff (1): 2009-10[13]
- Tài năng trẻ xuất sắc nhất trong năm của Ajax (1): 2008-09[8]

### Hà Lan
- World Cup 2010: Á quân

## Cuộc sống cá nhân
Cha của anh (có gốc Hà Lan) quê ở Curaçao, còn mẹ anh là người Hà Lan. Bên cạnh tiếng Hà Lan, Van der Wiel còn biết nói tiếng Anh.